# 태국의 내각 목록
이 문서는 태국의 내각의 역대별 목록에 대한 내용이다.

## 역대 내각
| 대                                     | 횟수                                   | 총리                                   | 초상                                   | 임기 시작        | 임기 종료        | 정당 |
| -------------------------------------- | -------------------------------------- | -------------------------------------- | -------------------------------------- | ---------------- | ---------------- | ---- |
| 1                                      | 1                                      | 마노빠꼰 니띠타다                      |                                        | 1932년 6월 28일  | 1932년 12월 10일 |      |
| 1                                      | 2                                      | 마노빠꼰 니띠타다                      | 1932년 12월 10일                       | 1933년 4월 1일   |                  |      |
| 1                                      | 3                                      | 마노빠꼰 니띠타다                      | 1933년 4월 1일                         | 1933년 6월 20일  |                  |      |
| 2                                      | 4                                      | 파혼 폰파유하세나                      |                                        | 1933년 6월 20일  | 1933년 12월 16일 |      |
| 2                                      | 5                                      | 파혼 폰파유하세나                      | 1933년 12월 16일                       | 1934년 9월 22일  |                  |      |
| 2                                      | 6                                      | 파혼 폰파유하세나                      | 1934년 9월 22일                        | 1937년 8월 9일   |                  |      |
| 2                                      | 7                                      | 파혼 폰파유하세나                      | 1937년 8월 9일                         | 1937년 12월 21일 |                  |      |
| 2                                      | 8                                      | 파혼 폰파유하세나                      | 1937년 12월 21일                       | 1938년 12월 16일 |                  |      |
| 3                                      | 9                                      | 쁠랙 피분송크람                        |                                        | 1938년 12월 16일 | 1942년 3월 7일   |      |
| 3                                      | 10                                     | 쁠랙 피분송크람                        | 1942년 3월 7일                         | 1944년 8월 1일   |                  |      |
| 4                                      | 11                                     | 쿠앙 아파이웡                          |                                        | 1944년 8월 1일   | 1945년 8월 31일  |      |
| 5                                      | 12                                     | 타위 분야껫                            |                                        | 1945년 8월 31일  | 1945년 9월 17일  |      |
| 6                                      | 13                                     | 세니 쁘라못                            |                                        | 1945년 9월 17일  | 1946년 1월 31일  |      |
| 7                                      | 14                                     | 쿠앙 아파이웡                          |                                        | 1946년 1월 31일  | 1946년 3월 24일  |      |
| 8                                      | 15                                     | 쁘리디 파놈용                          |                                        | 1946년 3월 24일  | 1946년 6월 11일  |      |
| 8                                      | 16                                     | 쁘리디 파놈용                          | 1946년 6월 11일                        | 1946년 8월 23일  |                  |      |
| 9                                      | 17                                     | 탐롱 나와사왓                          |                                        | 1946년 8월 23일  | 1947년 5월 30일  |      |
| 9                                      | 18                                     | 탐롱 나와사왓                          | 1947년 5월 30일                        | 1947년 11월 8일  |                  |      |
| 핀 춘하완                              | 핀 춘하완                              | 핀 춘하완                              | 핀 춘하완                              | 1947년 11월 8일  | 1947년 11월 10일 |      |
| 10                                     | 19                                     | 쿠앙 아파이웡                          |                                        | 1947년 11월 10일 | 1948년 2월 21일  |      |
| 10                                     | 20                                     | 쿠앙 아파이웡                          | 1948년 2월 21일                        | 1948년 4월 8일   |                  |      |
| 11                                     | 21                                     | 쁠랙 피분송크람                        |                                        | 1948년 4월 8일   | 1949년 6월 25일  |      |
| 11                                     | 22                                     | 쁠랙 피분송크람                        | 1949년 6월 25일                        | 1951년 11월 29일 |                  |      |
| 11                                     | 23                                     | 쁠랙 피분송크람                        | 1951년 11월 29일                       | 1951년 12월 6일  |                  |      |
| 11                                     | 24                                     | 쁠랙 피분송크람                        | 1951년 12월 6일                        | 1952년 3월 24일  |                  |      |
| 11                                     | 25                                     | 쁠랙 피분송크람                        | 1952년 3월 24일                        | 1957년 3월 21일  |                  |      |
| 11                                     | 26                                     | 쁠랙 피분송크람                        | 1957년 3월 21일                        | 1957년 9월 16일  |                  |      |
| 사릿 타나랏                            | 사릿 타나랏                            | 사릿 타나랏                            | 사릿 타나랏                            | 1957년 9월 16일  | 1957년 9월 21일  |      |
| 12                                     | 27                                     | 폿 산신                                |                                        | 1957년 9월 21일  | 1958년 1월 1일   |      |
| 13                                     | 28                                     | 타놈 끼띠카쫀                          |                                        | 1958년 1월 1일   | 1958년 10월 20일 |      |
| 사릿 타나랏                            | 사릿 타나랏                            | 사릿 타나랏                            | 사릿 타나랏                            | 1958년 10월 20일 | 1959년 2월 9일   |      |
| 14                                     | 29                                     | 사릿 타나랏                            |                                        | 1959년 2월 9일   | 1963년 12월 8일  |      |
| 15                                     | 30                                     | 타놈 끼띠카쫀                          |                                        | 1963년 12월 9일  | 1969년 3월 7일   |      |
| 15                                     | 31                                     | 타놈 끼띠카쫀                          | 1969년 3월 7일                         | 1971년 11월 17일 |                  |      |
| 타놈 끼띠카쫀                          | 타놈 끼띠카쫀                          | 타놈 끼띠카쫀                          | 타놈 끼띠카쫀                          | 1971년 11월 18일 | 1972년 12월 17일 |      |
| 16                                     | 32                                     | 타놈 끼띠카쫀                          |                                        | 1972년 12월 18일 | 1973년 10월 14일 |      |
| 17                                     | 33                                     | 산야 탐삭                              |                                        | 1973년 10월 14일 | 1974년 5월 22일  |      |
| 17                                     | 34                                     | 산야 탐삭                              | 1974년 5월 27일                        | 1975년 2월 15일  |                  |      |
| 18                                     | 35                                     | 세니 쁘라못                            |                                        | 1975년 2월 15일  | 1975년 3월 14일  |      |
| 19                                     | 36                                     | 큭릿 쁘라못                            |                                        | 1975년 3월 14일  | 1976년 4월 20일  |      |
| 20                                     | 37                                     | 세니 쁘라못                            |                                        | 1976년 4월 20일  | 1976년 9월 25일  |      |
| 20                                     | 38                                     | 세니 쁘라못                            | 1976년 9월 25일                        | 1976년 10월 6일  |                  |      |
| 사응앗 찰로유                          | 사응앗 찰로유                          | 사응앗 찰로유                          | 사응앗 찰로유                          | 1976년 10월 6일  | 1976년 10월 8일  |      |
| 21                                     | 39                                     | 타닌 끄라이위치안                      |                                        | 1976년 10월 8일  | 1977년 10월 20일 |      |
| 사응앗 찰로유                          | 사응앗 찰로유                          | 사응앗 찰로유                          | 사응앗 찰로유                          | 1977년 10월 20일 | 1977년 11월 10일 |      |
| 22                                     | 40                                     | 끄리앙삭 차마난                        |                                        | 1977년 11월 11일 | 1979년 5월 12일  |      |
| 22                                     | 41                                     | 끄리앙삭 차마난                        | 1979년 5월 12일                        | 1980년 3월 3일   |                  |      |
| 23                                     | 42                                     | 쁘렘 띤술라논                          |                                        | 1980년 3월 3일   | 1983년 4월 30일  |      |
| 23                                     | 43                                     | 쁘렘 띤술라논                          | 1983년 4월 30일                        | 1986년 8월 5일   |                  |      |
| 23                                     | 44                                     | 쁘렘 띤술라논                          | 1986년 8월 5일                         | 1988년 8월 4일   |                  |      |
| 24                                     | 45                                     | 차띠차이 춘하완                        |                                        | 1988년 8월 4일   | 1990년 12월 9일  |      |
| 24                                     | 46                                     | 차띠차이 춘하완                        | 1990년 12월 9일                        | 1991년 2월 23일  |                  |      |
| 순톤 콩솜퐁                            | 순톤 콩솜퐁                            | 순톤 콩솜퐁                            | 순톤 콩솜퐁                            | 1991년 2월 24일  | 1991년 3월 1일   |      |
| 25                                     | 47                                     | 아난 빤야라춘                          |                                        | 1991년 3월 2일   | 1992년 4월 7일   |      |
| 26                                     | 48                                     | 수찐다 끄라쁘라윤                      |                                        | 1992년 4월 7일   | 1992년 5월 24일  |      |
| 미차이 르추판이 총리 권한대행 수행     | 미차이 르추판이 총리 권한대행 수행     | 미차이 르추판이 총리 권한대행 수행     | 미차이 르추판이 총리 권한대행 수행     | 1992년 5월 24일  | 1992년 6월 10일  |      |
| 27                                     | 49                                     | 아난 빤야라춘                          |                                        | 1992년 6월 10일  | 1995년 9월 23일  |      |
| 28                                     | 50                                     | 추안 릭파이                            |                                        | 1995년 9월 23일  | 1995년 7월 13일  |      |
| 29                                     | 51                                     | 반한 신라빠차                          |                                        | 1995년 7월 13일  | 1996년 11월 25일 |      |
| 30                                     | 52                                     | 차왈릿 용짜이윳                        |                                        | 1996년 11월 25일 | 1997년 11월 9일  |      |
| 31                                     | 53                                     | 추안 릭파이                            |                                        | 1997년 11월 9일  | 2001년 2월 17일  |      |
| 32                                     | 54                                     | 탁신 친나왓                            |                                        | 2001년 2월 17일  | 2005년 3월 11일  |      |
| 32                                     | 55                                     | 탁신 친나왓                            | 2005년 3월 11일                        | 2006년 9월 19일  |                  |      |
| 손티 분야랏깔린                        | 손티 분야랏깔린                        | 손티 분야랏깔린                        | 손티 분야랏깔린                        | 2006년 9월 19일  | 2006년 10월 1일  |      |
| 34                                     | 56                                     | 수라윳 쭐라논                          |                                        | 2006년 10월 1일  | 2008년 1월 29일  |      |
| 35                                     | 57                                     | 사막 순타라웻                          |                                        | 2008년 1월 29일  | 2008년 9월 9일   |      |
| 솜차이 웡사왓이 총리 권한대행 수행     | 솜차이 웡사왓이 총리 권한대행 수행     | 솜차이 웡사왓이 총리 권한대행 수행     | 솜차이 웡사왓이 총리 권한대행 수행     | 2008년 9월 9일   | 2008년 9월 18일  |      |
| 36                                     | 58                                     | 솜차이 웡사왓                          |                                        | 2008년 9월 18일  | 2008년 12월 2일  |      |
| 차오와랏 찬위라꾼이 총리 권한대행 수행 | 차오와랏 찬위라꾼이 총리 권한대행 수행 | 차오와랏 찬위라꾼이 총리 권한대행 수행 | 차오와랏 찬위라꾼이 총리 권한대행 수행 | 2008년 12월 2일  | 2008년 12월 17일 |      |
| 37                                     | 59                                     | 아피싯 웨차치와                        |                                        | 2008년 12월 17일 | 2011년 8월 5일   |      |
| 38                                     | 60                                     | 잉락 친나왓                            |                                        | 2011년 8월 5일   | 현재             |      |